# چارت سازمانی
چارت سازمانی یا نمودار سازمانی (به انگلیسی: Organizational Chart) یک نمودار سلسله مراتبی از جایگاه‌های و مشاغل موجود در سازمان و ارتباط میان آنها است. این نمودار سلسله مراتب سازمان و جایگاه‌های شغلی موجود در سازمان را مشخص می‌کند. همچنین به صورت ساده ارتباط طولی و عرضی میان جایگاه‌های کاری و شغلی را مشخص می‌کند.
چارت سازمانی، نموداری دربارهٔ ساختار و سازمان. نخستین نمونه از چارت سازمان در بین سالهای ۱۷۵۱ و ۱۷۷۲ در دانش نامهٔ آنسیکلوپدی منتشر شد و یک مهندس اسکاتلندی- آمریکایی به نام دانیل مک کالم (۱۸۱۵–۱۸۷۸) نخستین نمودار سازمانی تجاری در آمریکا را در حدود سال ۱۸۵۴ طراحی کرد.

## انواع
- سلسله مراتبی[۲]
- ماتریسی Matrix)[۳]
- افقی (also known as Horizontal) (Flat)[۴]

## محدودیت‌ها
- اگر به صورت دستی نمودار را به روزرسانی کنید به زودی اطلاعات موجود کهنه شده و نیاز بازتولید آن خواهید بود.
- نمودار تنها روابط فرمال و ظاهری را نشان می‌دهد و در خصوص الگوهای رفتاری و اجتماعی میان اجزا صحبت نمی‌کند.
- این نمودار مشتری‌ها را شامل نمی‌شود

## ابزارها برای طراحی چارت سازمانی
- Microsoft Visio
- Lucidchart
- Canva
- SmartArt در Microsoft Office
- Creately
- Edraw Max
- Organimi
- Gliffy
- Pingboard
- Google Slides

## ارگانوگراف (به انگلیسی Organigraph)
یک جایگزین خوب برای نمودار سازمانی است. برای کاربردهایی که در آن ساختار سازمان، سلسله مراتبی یا خطی نیست، مناسب به نظر می‌آید.